# Döda städerna
Döda städerna eller Glömda städerna (arabiska: المدن المنسية), är en grupp på omkring 600 bosättningar i nordvästra Syrien mellan Aleppo och Idlib. Ett 40-tal byar i åtta fornminnesparker belägna i nordvästra Syrien ger en bild av livet på landsbygden under Senantiken och den Bysantinska eran. De flesta byarna som daterar sig till alltifrån första århundradet till 600-talet, övergavs mellan 700-talet och 900-talet. Bosättningarna kännetecknas av välbevarade arkitektoniska lämningar av bostäder, hednatempel, kyrkor, cisterner, badhus med mera. Bland de glömda samhällena finns Symeon stylitens kyrka, Serjilla och al Bara.
De glömda städerna ligger i ett höglandsområde kallat Kalkstensmassivet. Dessa forntida bosättningar täcker ett 20–40 km brett och omkring 140 km långt område. Massivet omfattar tre höglandsgrupper: den första är den norra gruppen med Mount Simeon och Mount Kurd; den andra mittgruppen är Harim Mountains; tredje gruppen består av Zawiya Mountain.

## Historia

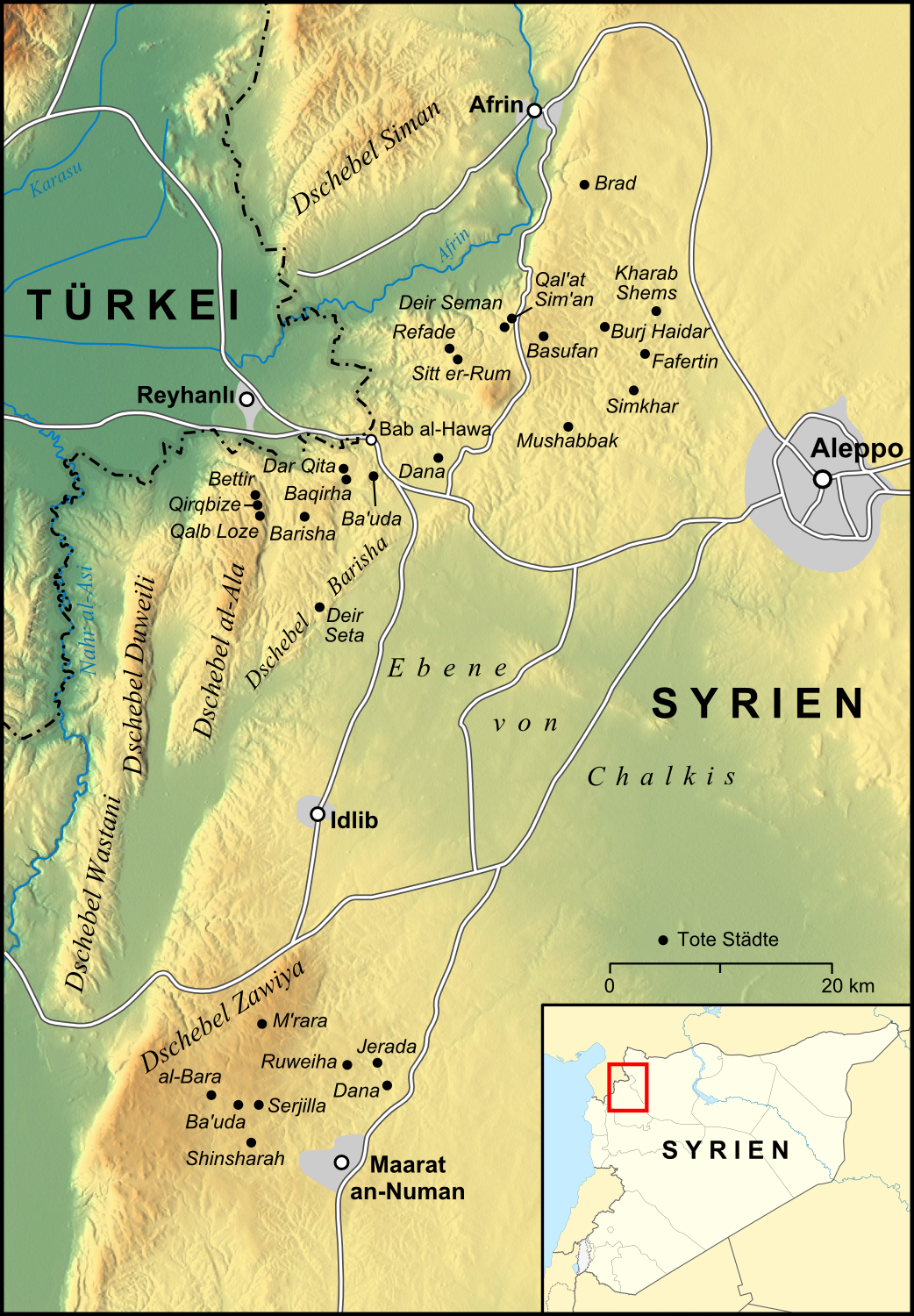
Glömda städernas läge i nordvästra Syrien.

Chris Wickham, i den erkända undersökningen av den post-Romerska världen, Framing the Early Middle Ages (2006) hävdar att dessa var framgångsrika bönders bosättningar som hade få eller inga urbana kännemärken. De imponerande lämningarna med inhemsk arkitektur är resultatet av böndernas framgång som tjänade på den starka internationella handeln med olivolja i slutet av antiken.
Andra argument är att dessa var städer som blomstrande tack vare att de låg längs större handeslvägar i det bysantinska riket och inte bara jordbrukarsamhällen. Efter arabernas erövring, ändrades handelsvägarna vilket resulterade att dessa städer förlorade större delen av sin inkomstkälla. Detta innebar att bosättarna till slut övergav sina städer och drog till andra som blomstrade under araberna och umajaderna då den växande urbaniseringen tog ut sin rätt.
De glömda forntida samhällena illustrerar övergången från den forntida hedniska världen i Romarriket till den kristendomen i det Bysantinska riket.
De flesta av de glömda städerna är välbevarade och turister kan besöka dessa ganska fritt trots pågående arkeologiska utgrävningar och en del restaureringsarbeten, även om en del är svåra att nå utan en guide.
Arkeologiska utgrävningar har bara gjorts vid relativt få av de glömda städerna, och tyvärr har de flesta av de som bor i deras närhet inte förstått deras betydelse. Lokalbefolkningen är dock alltid glada för besökare.
Nyligen, har de flesta platserna blivit tillgängliga då många vägar asfalterats. Det finns en guidebok med en detaljerad karta som är extremt användbar för att hitta de mindre kända platserna: "Symeon stylitens kyrka och andra fornminnen i bergsområdena Simeon och Halaqa" (arabisk text av Abdallah Hadjar, översatt av Paul Amish).

## Fornminnen
De glömda städerna är fornminnen i Mount Simeon och Mount Kurd nära Aleppo och omfattar:
- Kalota, 20 km nordväst om Aleppo. Slottet byggdes ursprungligen som ett romerskt tempel på 100-talet. Efter att man konverterat till kristendom, gjordes templet till en basilika på 400-talet.[3] Som ett resultat av krigen mellan Hamadaniderna och Bysantinska riket, gjordes kyrkan till ett slott på 900-talet.[4] Det finns två välbevarade kyrkor nära slottet: den östra kyrkan byggd år 492 och den västra på 500-talet.

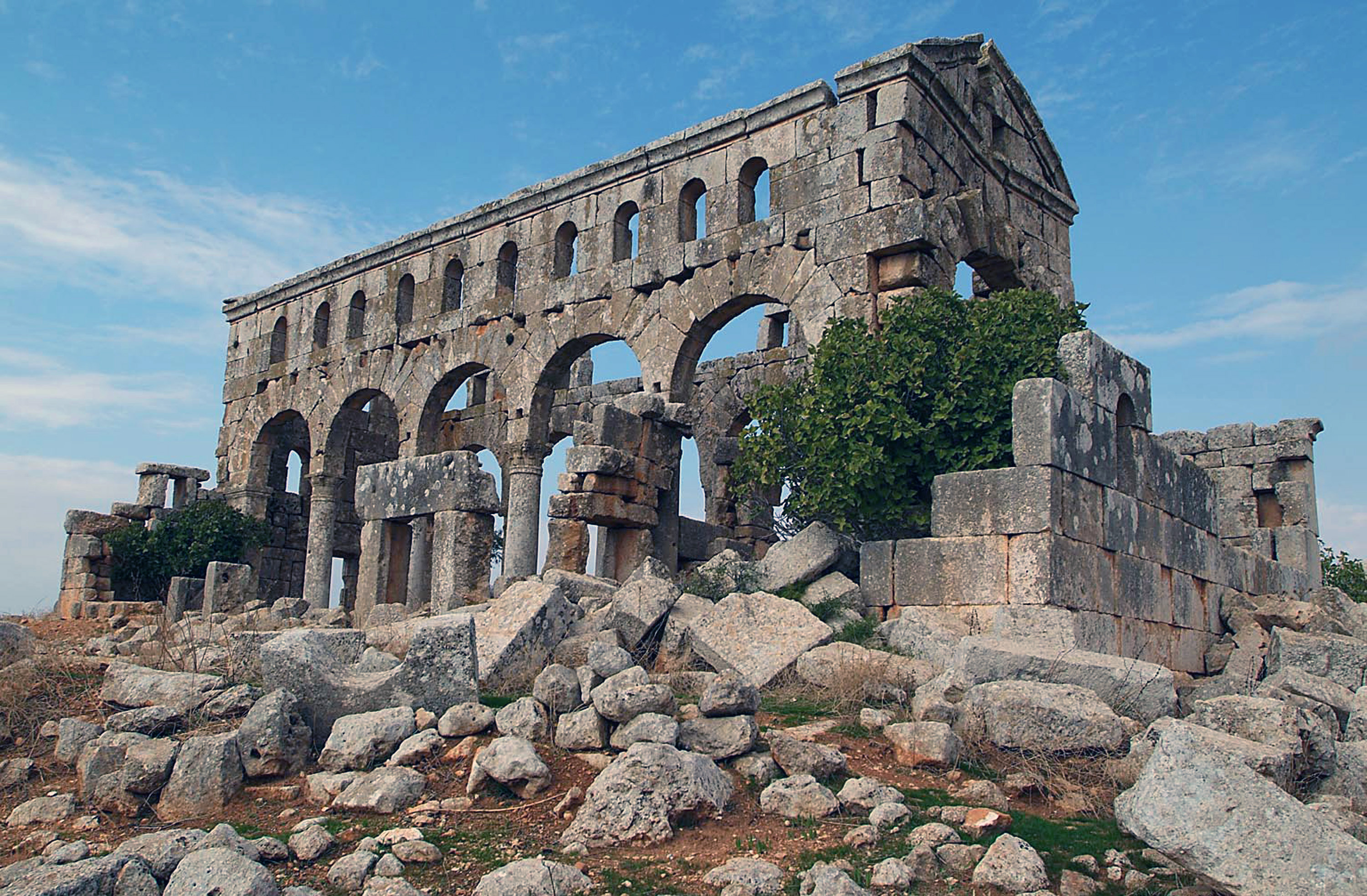
Kharab Shams basilika.

- Kharab Shams basilika är en av de äldsta bäst bevarade kristna byggnaderna i Levanterna och daterar sig till 300-talet.[5] Den bysantinska kyrkan ligger21 km nordväst om Aleppo.
- Fafertins basilika, en sen-Romersk basilika som delvis rasat ihop. Den daterar sig till år 372 och ligger 22 km nordväst om Aleppo. Enligt historikern Abdallah Hajjar från Aleppo, är basilikan i Fafertin en av de äldsta kyrkorna i världen.[6]
- Surqanya, by belägen 23 km nordväst om Aleppo. Den utgör lämningarna efter en gammal bysantinsk bosättning med ett delvis hoprasat kapell från 500-talet.
- Kafr Kira i byn Burj Heidar, bosättning 24 km nordväst om Aleppo, har många kristna byggnader som daterar sig till 300- och 500-talen.
- Sinhar, bosättning lokalt känd som Simkhar 24 km nordväst om Aleppo i en isolerad dal. Byn beboddes mellan 100-talet och 600-talet. Dess basilika är en av de äldsta kyrkorna i Syrien och daterar sig till 300-talet. Ett närliggande kapell byggdes på 500-talet

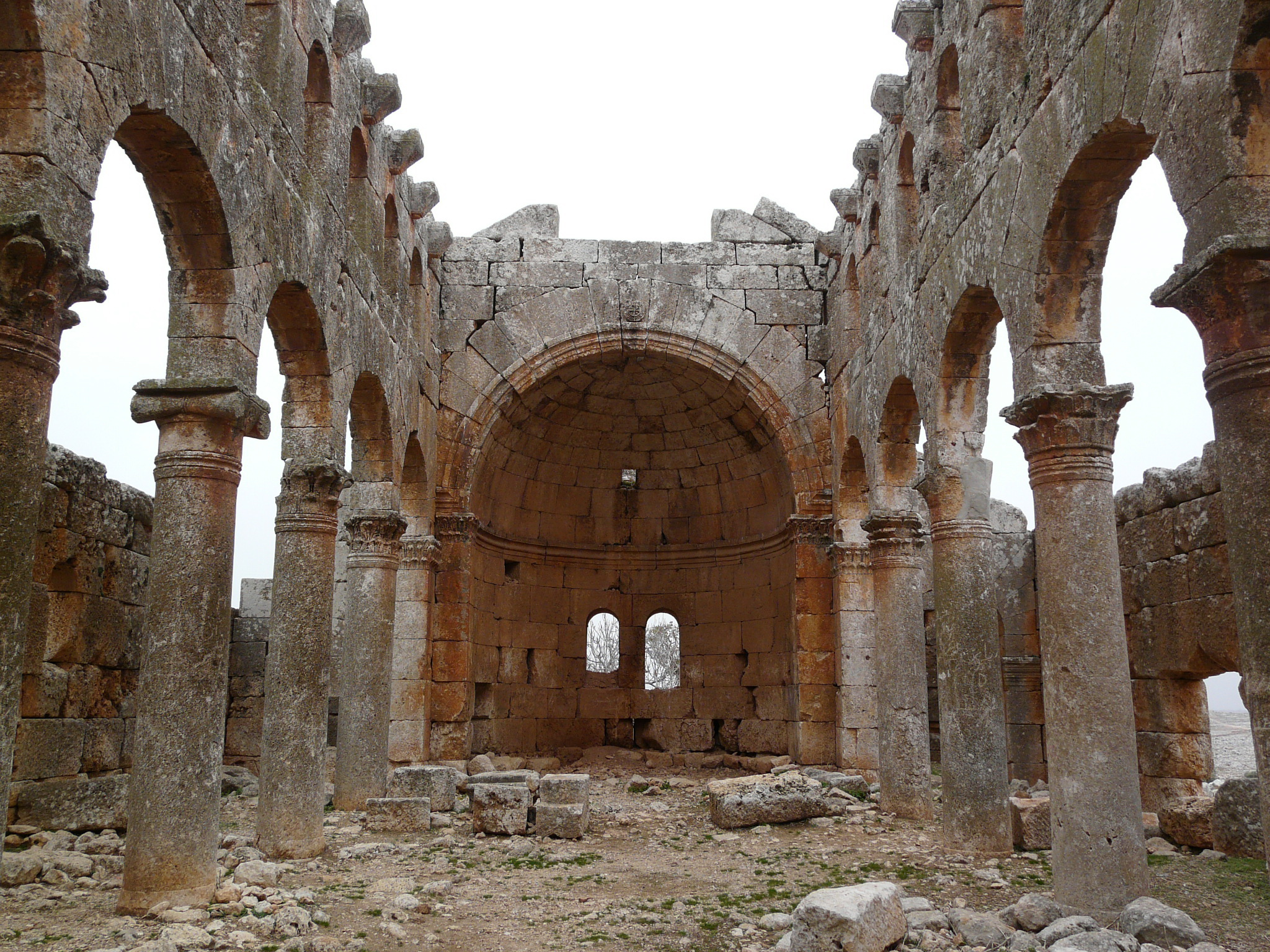
Mushabbaks basilika.

- Mushabbaks basilika, en välbevarad kyrka från andra hälften av 400-talet (omkring 470). Den ligger 25 km väster om Aleppo, nära staden Daret A'zzeh.
- Barjaka eller Burj Suleiman är en by belägen 26 km nordväst om Aleppo. Platsen har lämningar efter ett gammalt eremittorn och ett välbevarat kapell från 500-talet.
- Kyrkor i byn Sheikh Suleiman, 28 km väster om Aleppo är känd för sina tre forntida kyrkor: en ruinkyrka belägen i mitten av byn, en välbevarad sydlig basilika byggd år 602, och Junfru Marias kyrka som hör till senare delen av 400-talet och anses vara en av de vackraste kyrkorna i norra Syrien.[7] Det finns också ett eremittorn i norra änden av byn.
- Kafr Nabo, bosättning 29 km väster om Aleppo. Den är en assyrisk bosättning från 800-talet där ett romerskt tempel som gjorts om till en kyrka står. Här finns också välbevarade bostadshus från 300- och 500-talen.
- Brad, en forntida bosättning belägen 32 km väster om Aleppo. Den har många gamla basilikor, exempelvis Julianus av Antiokia maronitkloster (399–402 e.Kr.) där Johannes Marons helgedom finns samt en basilika i norra delen av byn byggd år 561.
- Kimar, en bosättning nära byn Basuta belägen 35 km nordväst om Aleppo. Det är en by från 400-talet under den senromerska respektive bysantinska eran; den har många välbevarade kyrkor och gamla vattencisterner.
- Symeon stylitens kyrka (Deir Semaan), är ett av de mest kända kyrkomonumenten i Syrien och bland de äldsta ännu stående kristna kyrkorna i världen. Den ligger cirka 35 km nordväst om Aleppo.
- Sugane, by belägen 40 km nordväst om Aleppo. Här finns två halvt hoprasade kyrkor och gamla vattencisterner.
- Ain Daratemplet, ett syrisk-hettitiskt tempel från järnåldern som daterats till mellan 900- och 800-talet f.Kr. Det ligger 45 km nordväst om Aleppo.
- Bab Al-Hawa, by 50 km väster om Aleppo vid gränsen till Turkiet. Här finns flera 300-talskyrkor och en välbevarad historiskt port från 500-talet.
- Cyrrhus, en forntida stad belägen 65 km norr om Aleppo. Här ligger Kosmas och Damianus kyrka (allmänt känd som Nabi Houri kyrka). Här finns också en romersk amfiteater och två romerska broar.

Många andra platser och döda städer i området ligger på olika avstånd runt Aleppo och Idlib: Serjilla, Ebla, Bara, Qalb Lozes basilika, Baqirha bysantinska kyrka, Deir Mishmish kyrka, klostret Benastur, kyrkorna i Deir Amman, bosättningen Sargible, Tell A'de kyrka och kloster samt ett antal bosättningar i regionen Jabal Halaqa.

## Bildgalleri

Forntida byar i norra Syrien
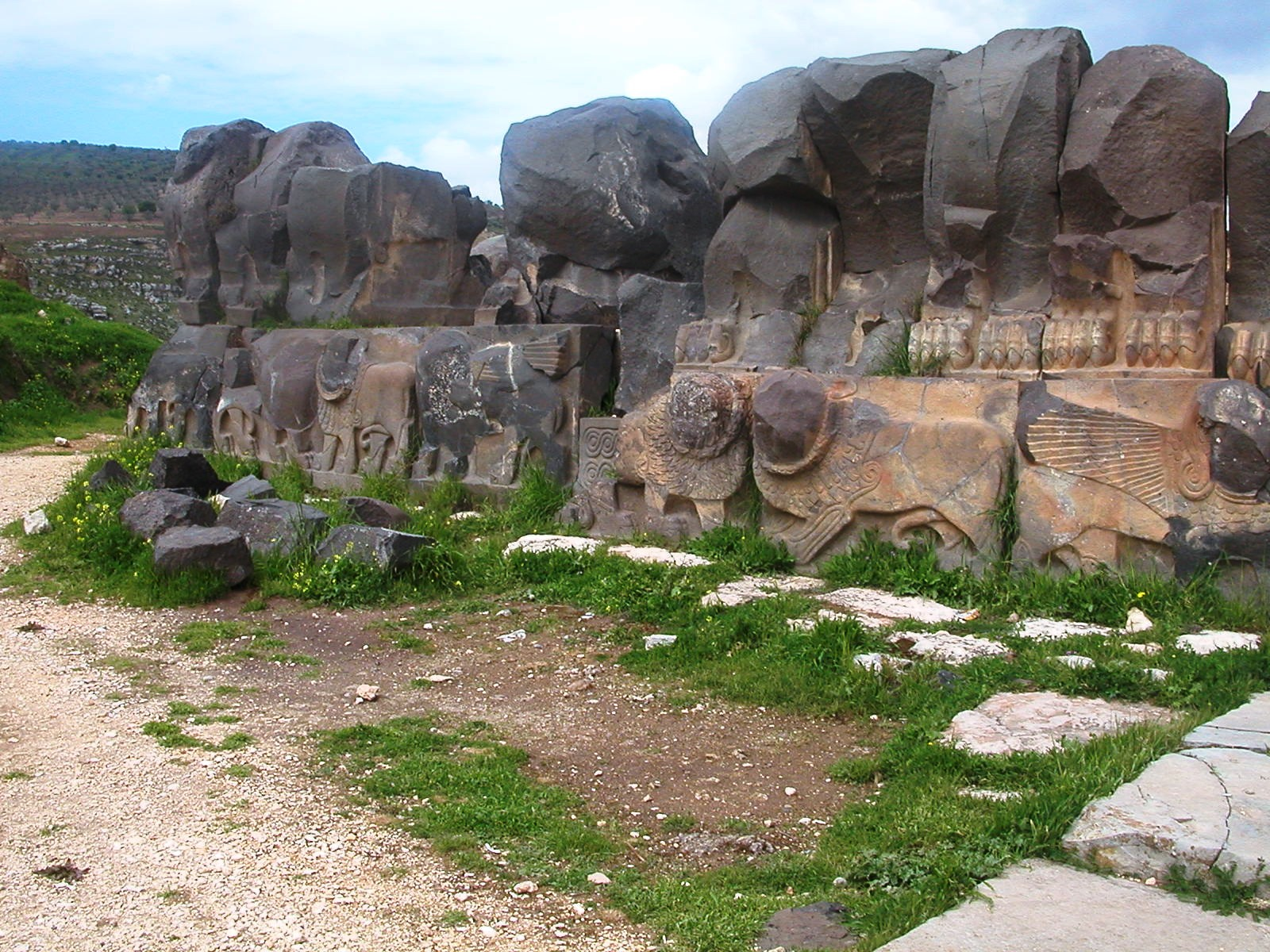
Ruiner i Ain Dara.
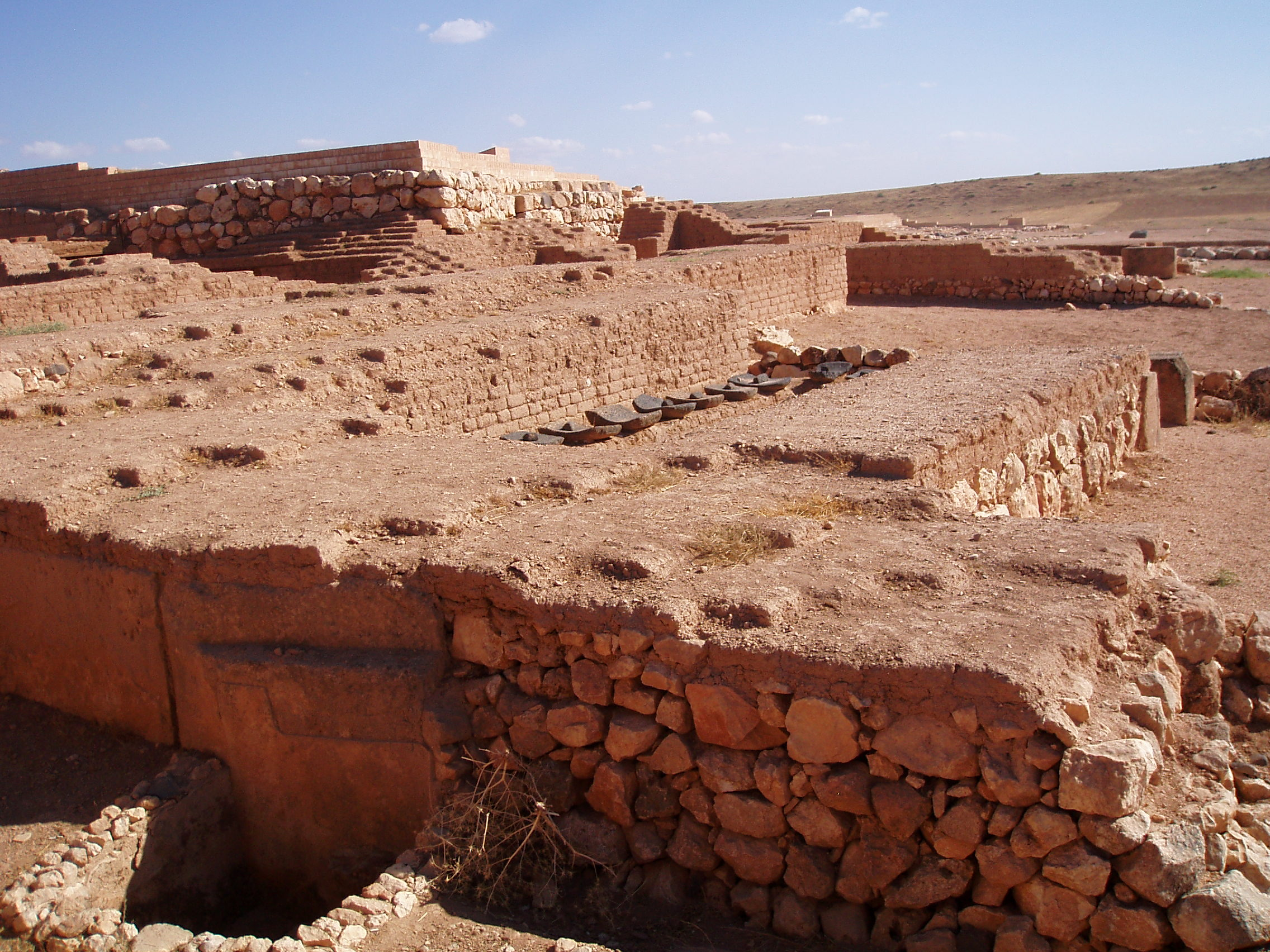
Forntida staden Ebla.
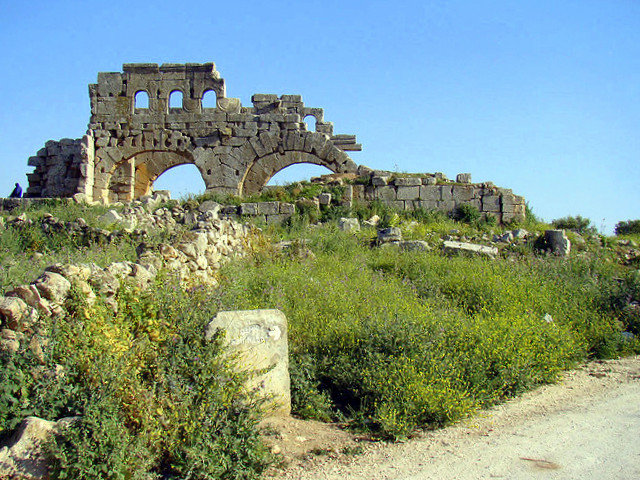
Maroniternas basilika i Brad.
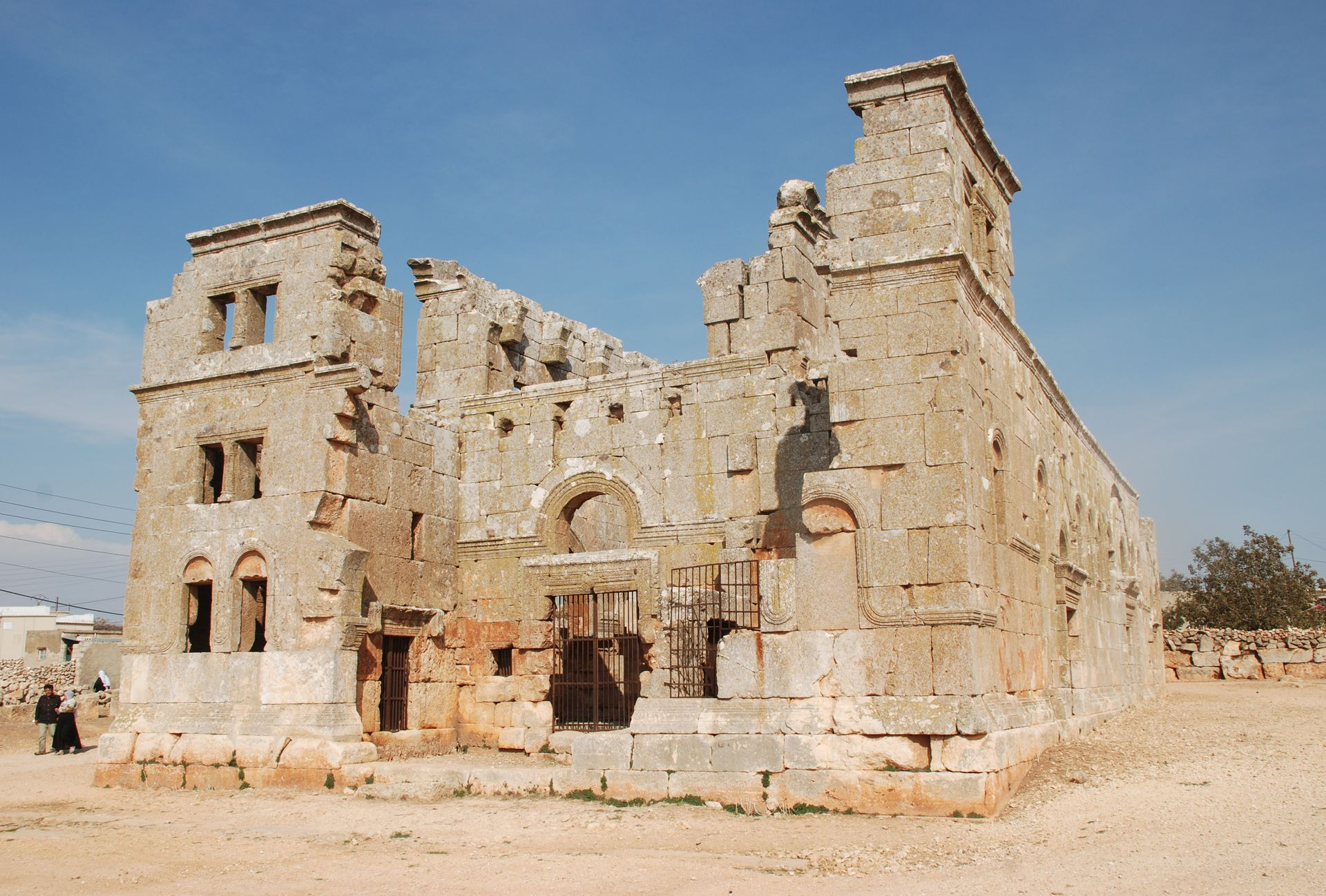
Qalb Loze Basilika.
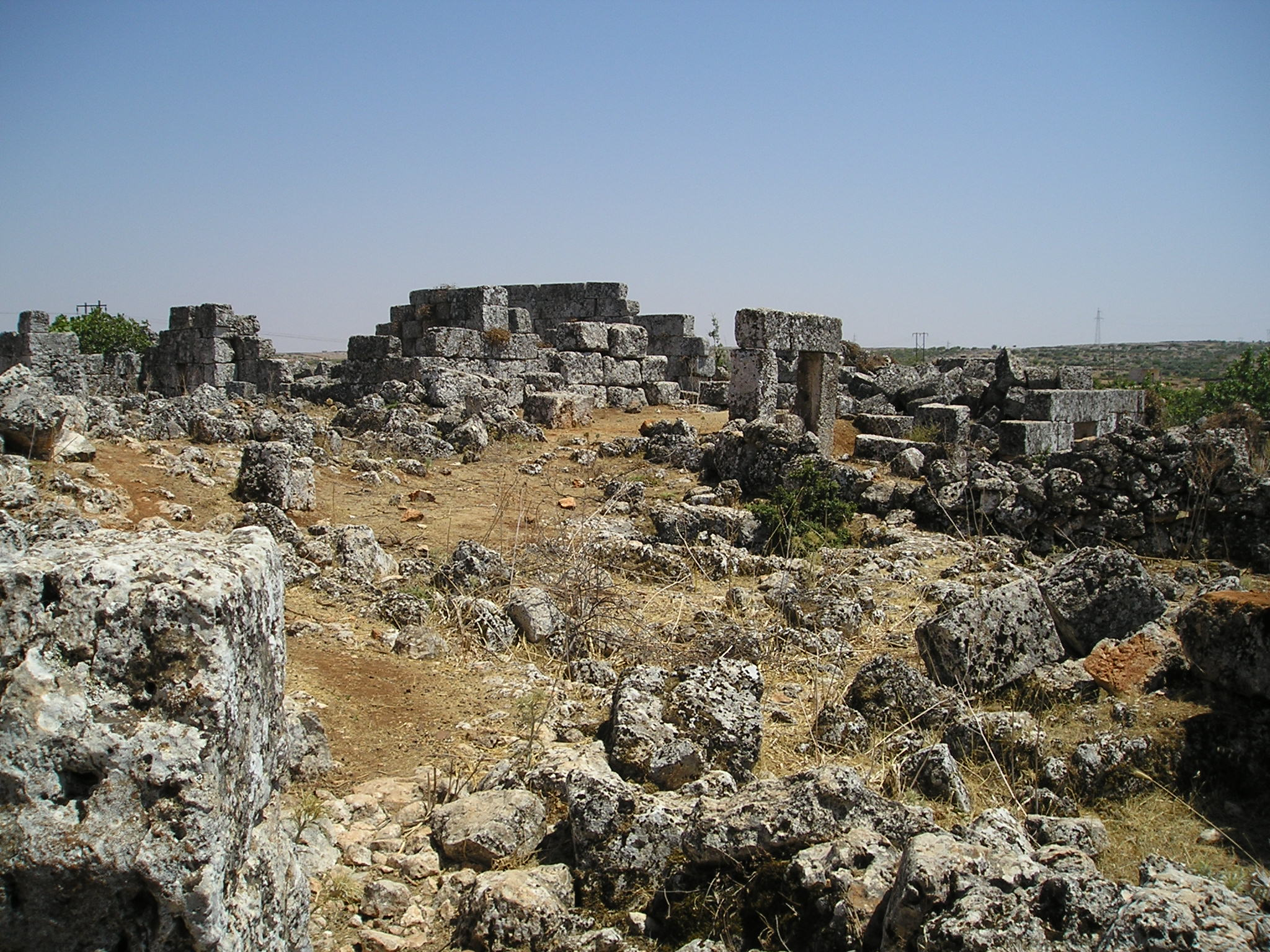
Ruinerna i Bara.
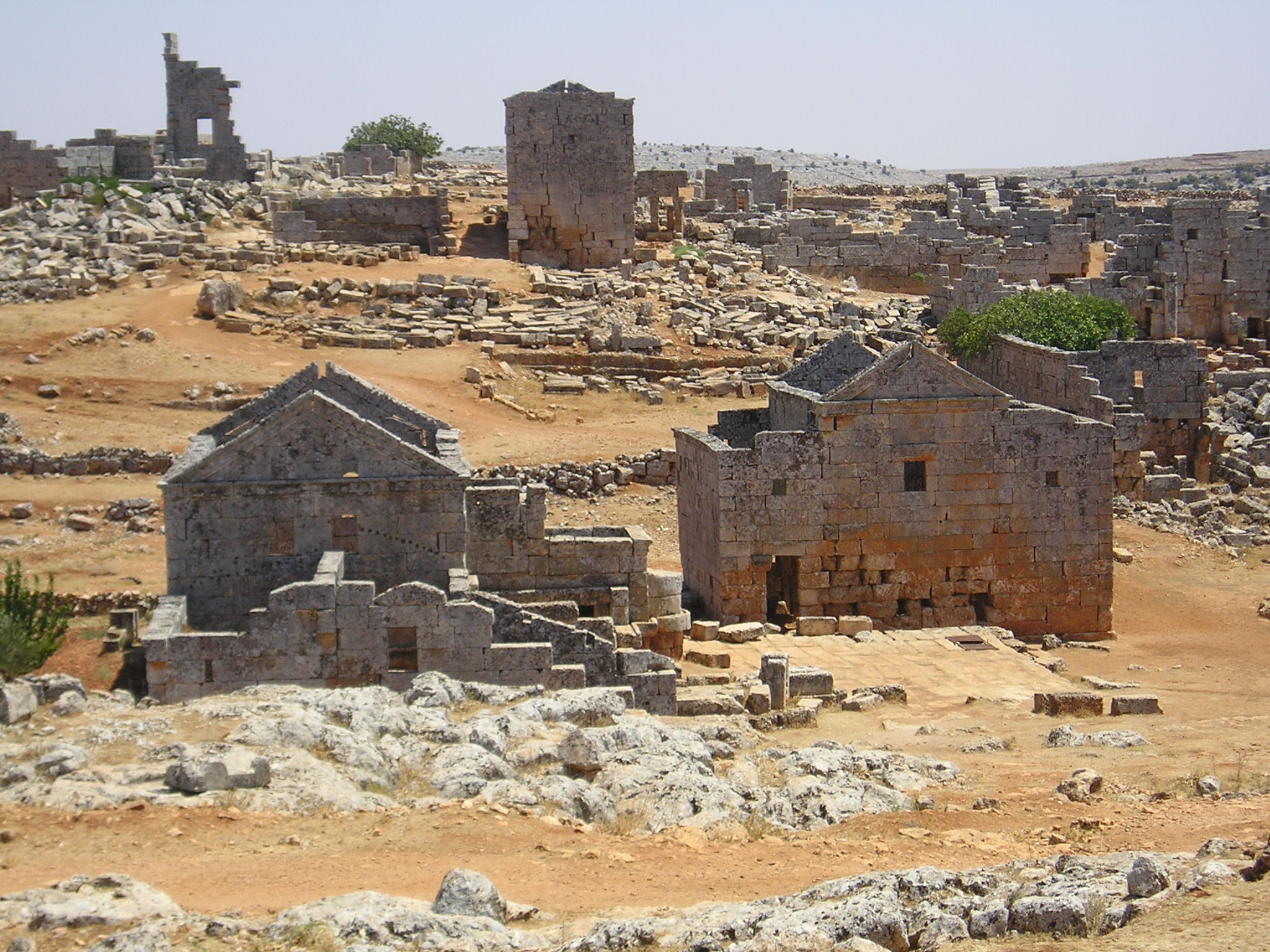
Ruinerna i Serjilla.
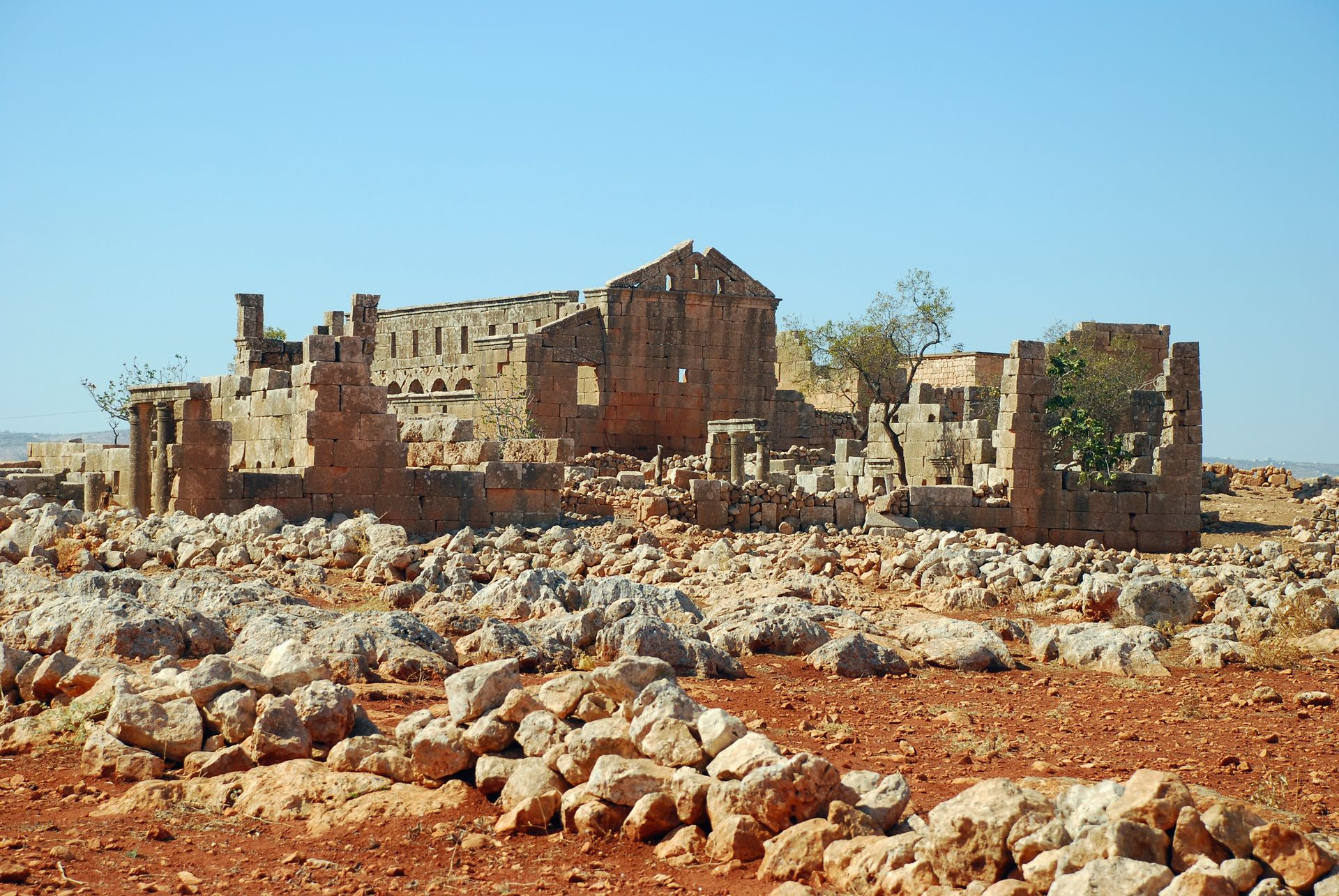
Ruweiha basilika.
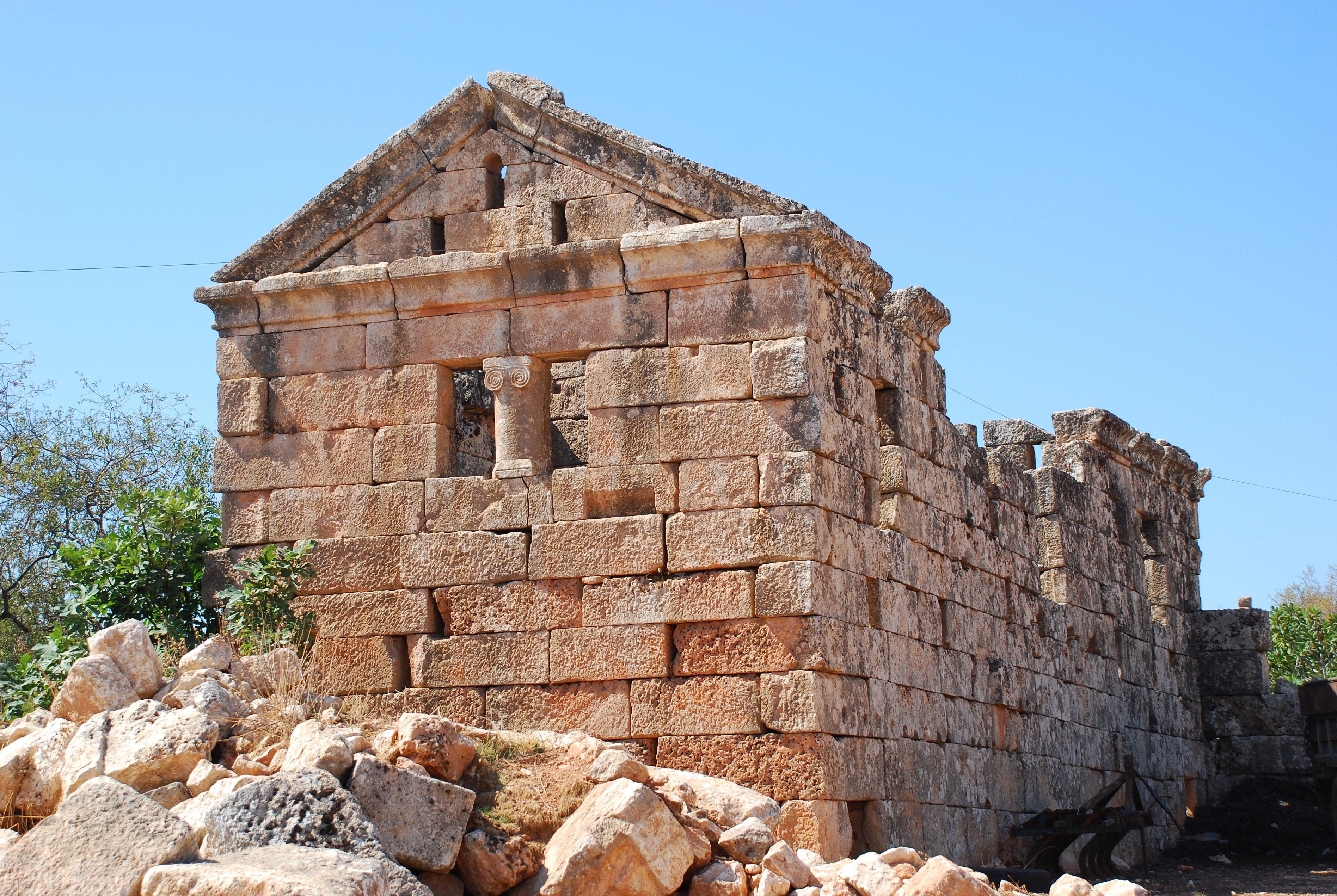
Byn Jerada.
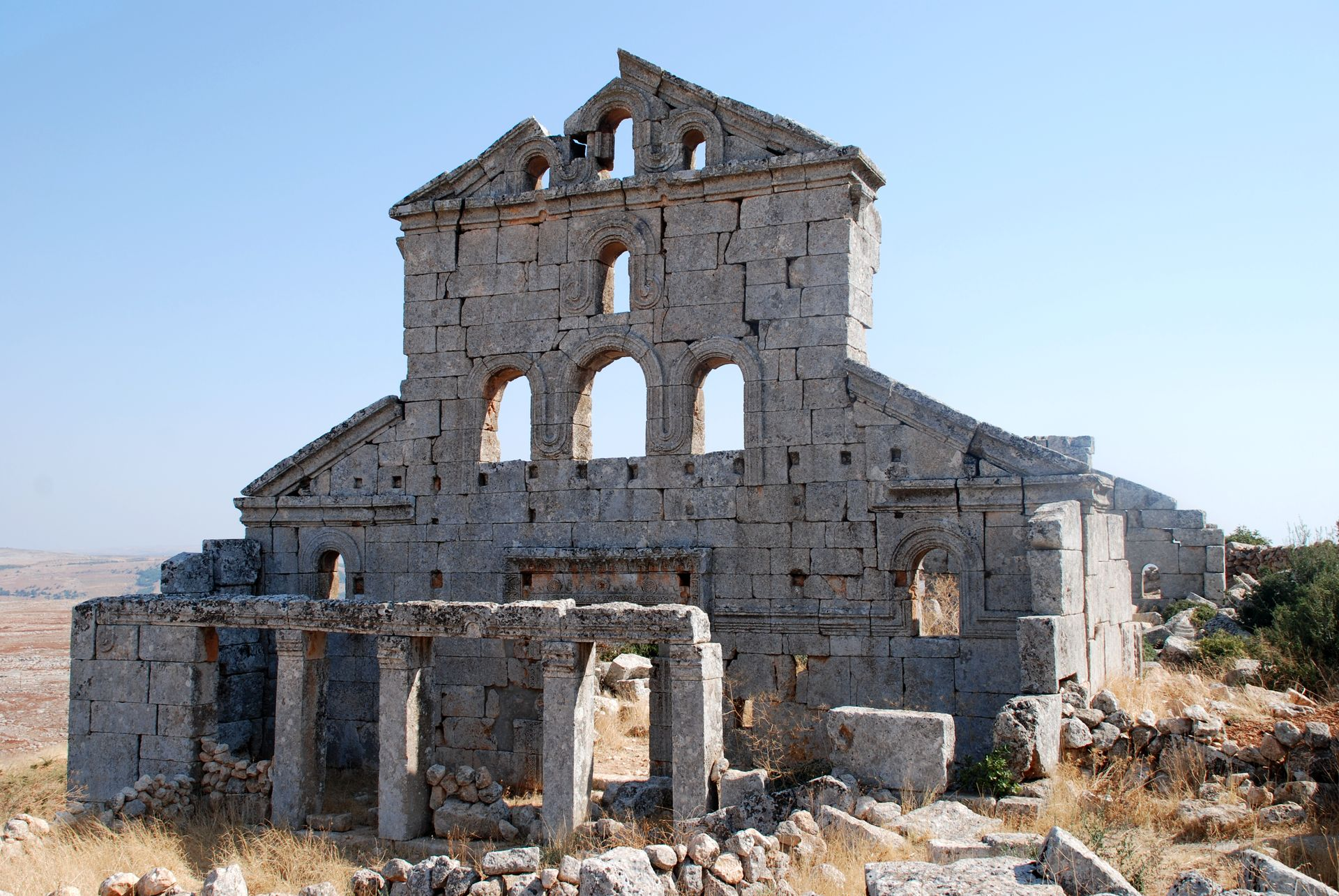
Baqirha kyrka.
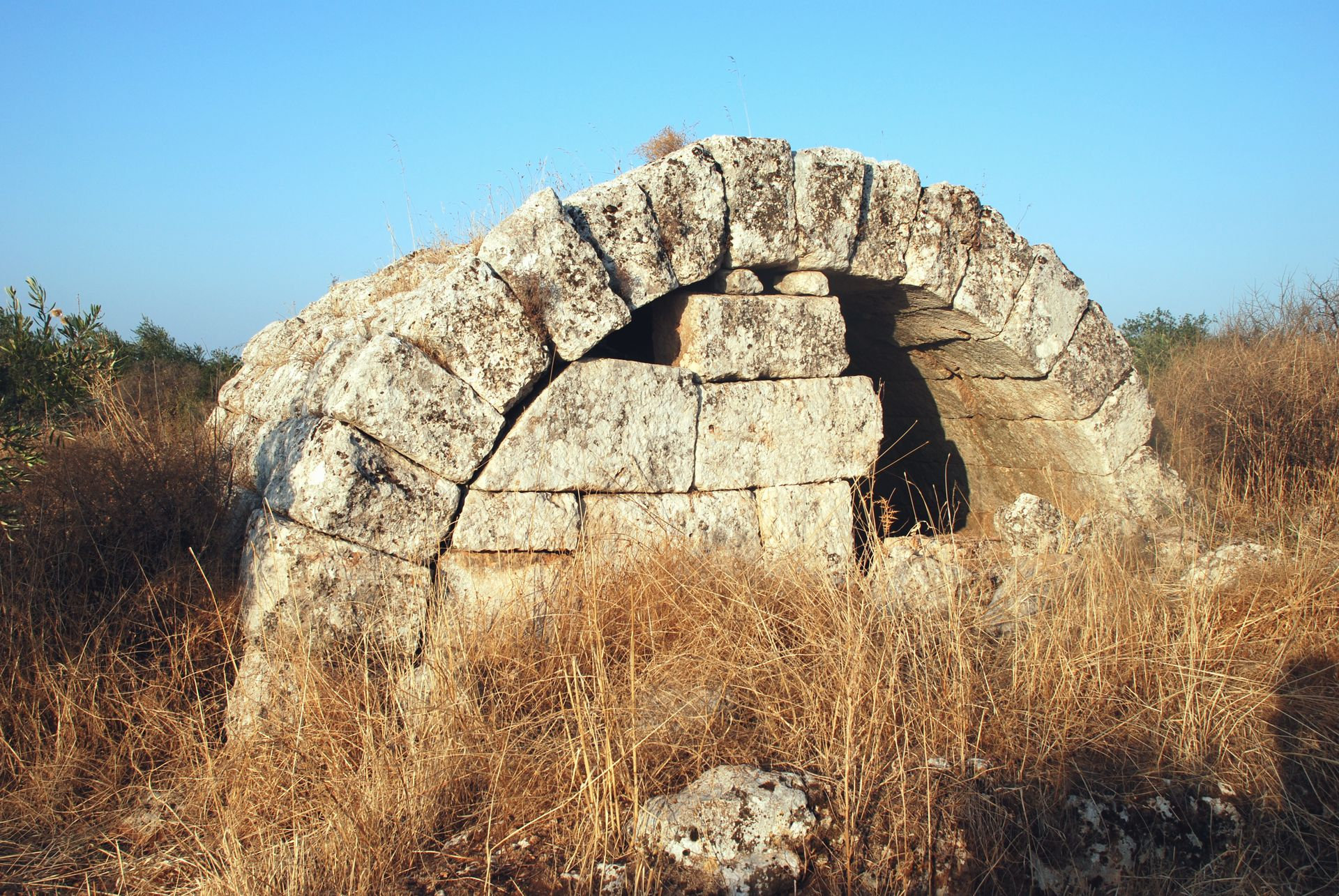
Byn Barisha.